# Guitelia nigrescens
Guitelia nigrescens là một loài bọ cánh cứng trong họ Cerambycidae.